# Іссуф Паро
Іссуф Паро (фр. Issouf Paro, нар. 16 жовтня 1994, Бобо-Діуласо) — буркінійський футболіст, захисник клубу «Сантос» (Кейптаун) та національної збірної Буркіна-Фасо.

## Клубна кар'єра
У дорослому футболі дебютував 2014 року виступами за команду «Етуаль Філант», в якій провів один сезон.
До складу клубу «Сантос» (Кейптаун) приєднався 2015 року. Відтоді встиг відіграти за кейптаунську команду 36 матчів в національному чемпіонаті.

## Виступи за збірну
12 травня 2015 року дебютував в офіційних матчах у складі національної збірної Буркіна-Фасо в товариській грі проти Казахстану (0:0). 
У складі збірної був учасником Кубка африканських націй 2017 року у Габоні.
Наразі провів у формі головної команди країни 2 матчі.

## Титули і досягнення
- Чемпіон Африки (U-17): 2011
- Бронзовий призер Кубка африканських націй: 2017